# 大天井岳
大天井岳（おてんしょうだけ）は、飛騨山脈（北アルプス）にある標高2,922 mの山。長野県の大町市・安曇野市・松本市にまたがる常念山脈の最高峰。

## 概要

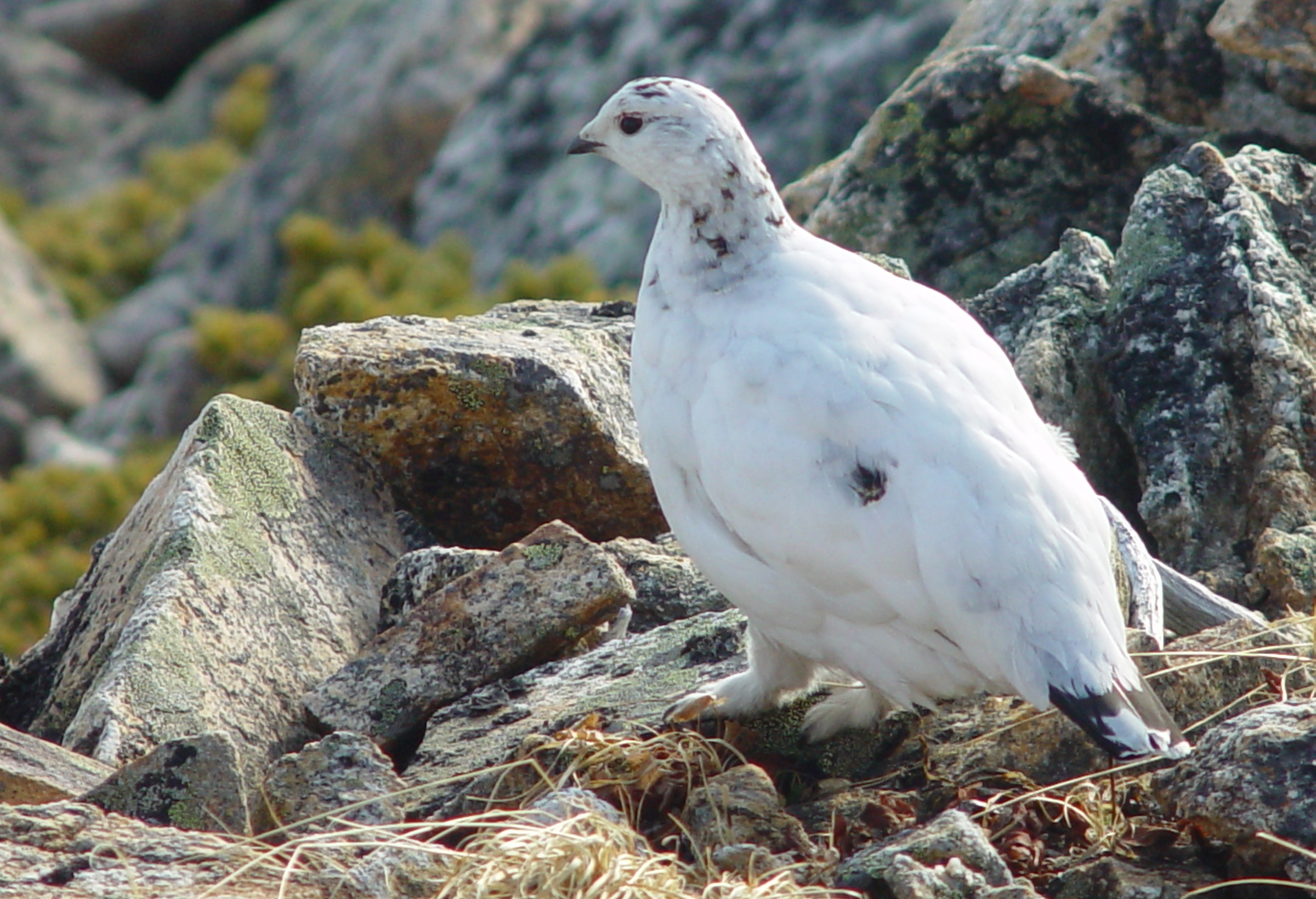
山頂部のハイマツ帯に生息する特別天然記念物の冬毛の雌のライチョウ

大糸線有明駅の西15.9 kmに位置し、中房温泉から合戦尾根を経て槍ヶ岳へ登る表銀座縦走コースと常念山脈との分岐点の山である。ただし、登山道は山頂を通らず巻道となっている。中部山岳国立公園内にあり、日本二百名山に選定されている。
山体は中生代の花崗岩からなり、山頂部には中生代の輝緑岩が混じる。山頂部は森林限界を越える高山帯で、砂礫地にはハイマツが分布し特別天然記念物のライチョウの生息地となっている。山腹では、イワヒゲ、コマクサ、クモマスミレなどの高山植物が自生している。山頂には、点名が「天章山」の三等三角点が設置されている。明治３９年、測量官の柴山虎熊によって設置された。麓の安曇野から眺めるとピラミッド形状の常念岳や安曇富士ともよばれる有明山と比べると、奥まった位置にあるため目立たない存在となっている。

## 山名の由来
山名は「だいてんじょうだけ」、「おおてんじょうだけ」とも呼ばれる。山小屋は大天荘（だいてんそう）、大天井ヒュッテ（おてんしょう）と呼ばれている。
江戸時代の絵図では「神明岳」と書かれていた。かつて麓では「てんしょう」、「おてんしょう」、「二ノ俣のてんしょう」と呼ばれていた。山名は「御天上」・「御天所」からきている。これには、「二ノ俣谷を詰めた最高所」という意味がある。松本城の天守閣に似ることから「おてんしゅかく」が「おてんしょう」に転訛したのではという説もある。

## 登山

### 登山ルート

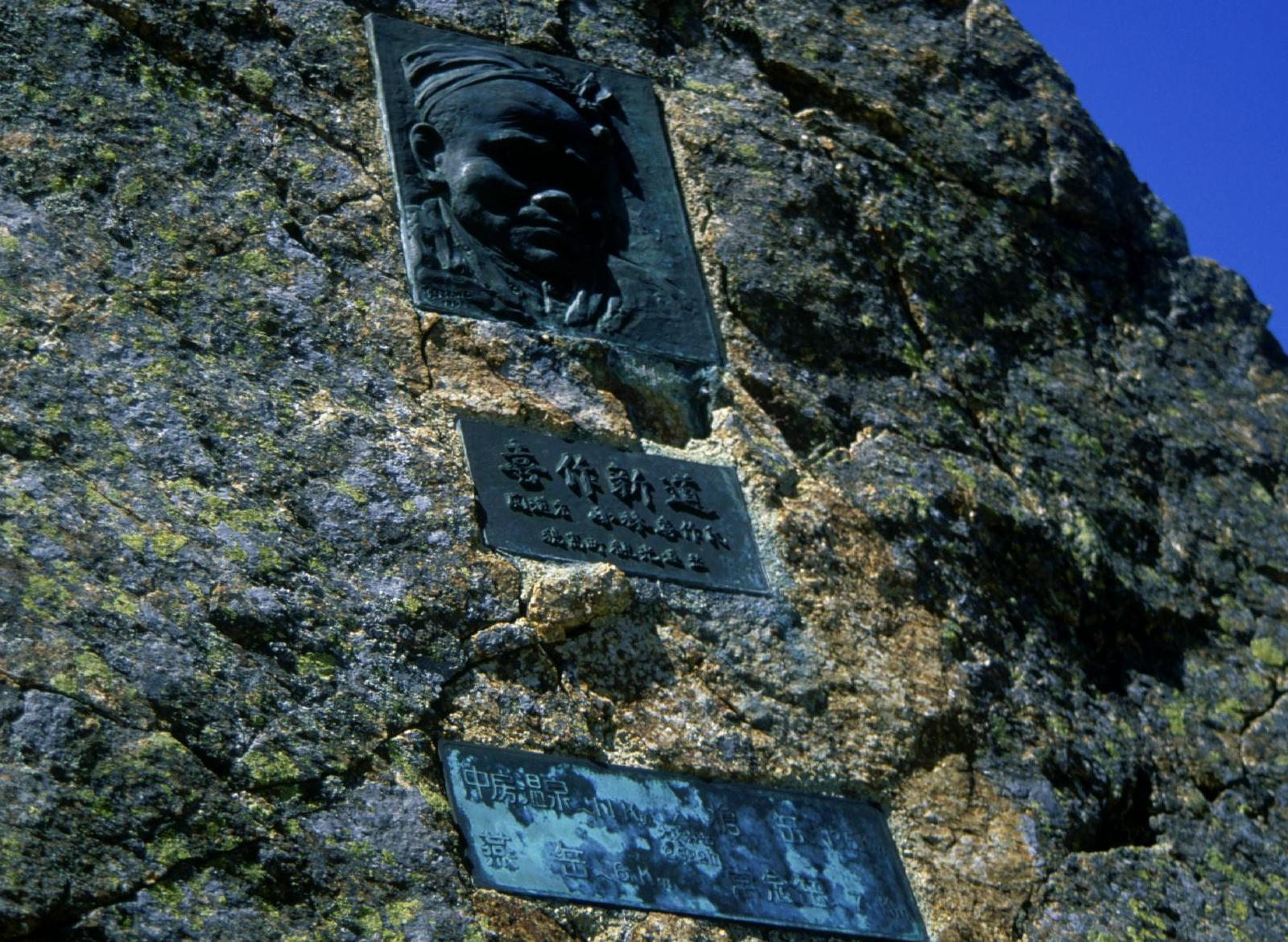
切通岩には1920年に喜作新道を開設した小林喜作のレリーフがある。喜作新道開設により表銀座が、多くの人が訪れる賑やかな槍ヶ岳へのメインルートとなった。

中房温泉からの表銀座縦走コース及び常念山脈縦走時に登られることが多い。最寄りの登山口は中房温泉で、常念岳の登山口が次に近い登山口である。小林喜作が1920年に喜作新道を開設する以前は、槍ヶ岳への登路は以下の2つのルートが利用されていたが、現在は廃道となっている。かつて槍沢の一ノ俣谷出合には一ノ俣小屋があり、そこから一ノ俣に沿って常念乗越に至る上級者向けの谷コースがあったが、現在は廃道化している。大天井岳の北側の切通岩には地元の彫刻家の小川大系が製作した小林喜作のレリーフが岩に埋め込まれている。大天井ヒュッテの南西約0.8 kmの標高点2,549 m付近の鞍部は貧乏沢の最上部であり、1922年の日本登山史の黎明期に学習院大学のパーティーが貧乏沢を下降して北鎌尾根から槍ヶ岳に登頂した。
- 有明 - 中房温泉 - 合戦尾根 - 大天井岳 - 東天井岳 - 二ノ俣尾根 - 二ノ俣谷 - 槍沢 - 槍ヶ岳
- 有明 - 中房温泉 - 合戦尾根 - 大天井岳 - 東天井岳 - 横通岳 - 常念乗越（常念坊乗越小屋） - 一ノ俣谷 - 中山乗越 - 二ノ俣尾根 - 二ノ俣谷 - 槍沢 - 槍ヶ岳

代表的な大天井岳への登山経路を以下に示す。要所には山小屋やキャンプ指定地がある。残雪期や積雪期には、北側の尾根を直登する冬期ルートが用いられている 。
- 中房温泉からの表銀座

中房温泉 - 合戦小屋 - 燕山荘 - 蛙岩 - 切通岩（小林喜作のレリーフ） - 大天荘 - 大天井岳 （- 大天井ヒュッテ - 赤岩岳 - 西岳ヒュッテ（西岳） - 水俣乗越 - ヒュッテ大槍 - 槍ヶ岳山荘 - 槍ヶ岳）
- 一ノ沢登山口

ヒエ平 - 王滝ベンチ - 胸突八丁 - 常念小屋（常念岳） - 横通岳 - 東大天井岳 - 大天荘 - 大天井岳
- 徳沢登山口

上高地 - 徳沢 - 長塀山 - 蝶ヶ岳 - 蝶ヶ岳ヒュッテ- 蝶槍 - 常念 - 常念小屋（常念岳） - 横通岳 - 東大天井岳 - 大天荘 - 大天井岳

### 周辺の山小屋
山頂直下の南東0.2 kmには1956年に建設された安曇野市の大天荘がある。1975年に二階建の新館が建設された。運営と管理は燕山荘のグループに委託されている。営業期間外は無人となり閉鎖されるが、緊急避難用の冬期避難小屋が開放されている。
山頂と牛首岳との鞍部の西南西0.5 kmには、1957年に開業した大天井ヒュッテがある。

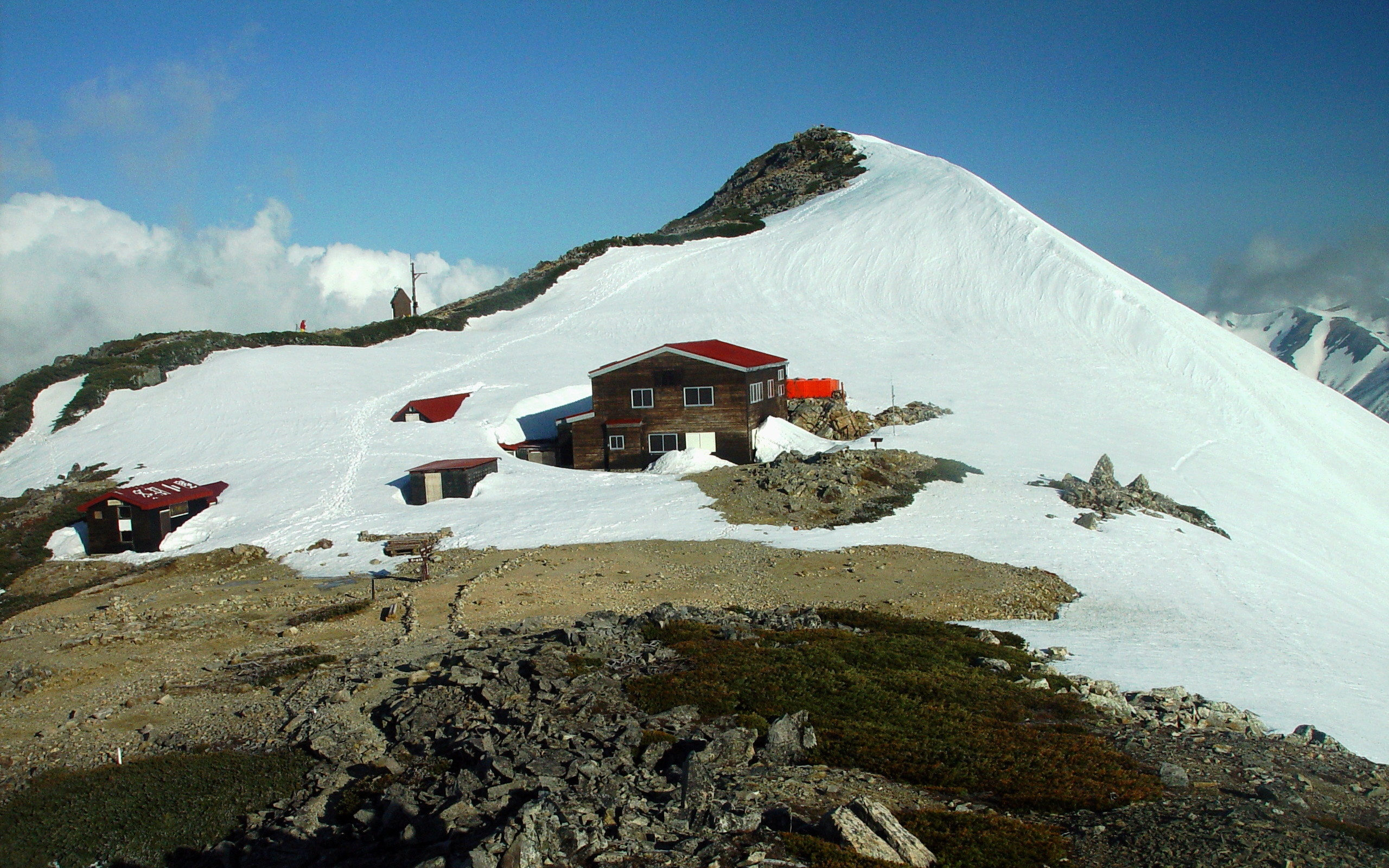
大天井岳山頂直下にある大天荘。営業期間前雪に埋もれる。左側に冬期避難小屋があり、キャンプ指定地が併設されている。

| 画像 | 名称                            | 所在地              | 標高 (m) | 大天井岳からの 方角と距離 (km) | 収容 人数 | キャンプ 指定地 | 備考                  |
| ---- | ------------------------------- | ------------------- | -------- | ------------------------------ | --------- | --------------- | --------------------- |
|      | 燕山荘                          | 合戦尾根の頂上      | 2,700    | 北北東 4.0                     | 600       | 30張            | 1921年開業 夏山診療所 |
|      | 大天荘 （だいてんそう）         | 大天井岳山頂 直下南 | 2,850    | 南東 0.2                       | 200       | 30張            | 1956年開業 安曇野市   |
|      | 大天井ヒュッテ （おてんしょう） | 大天井岳直下西      | 2,650    | 西南西 0.5                     | 100       | なし            | 1957年開業            |
|      | 常念小屋                        | 常念乗越            | 2,450    | 南南東 2.5                     | 300       | 40張            | 1919年開業 夏山診療所 |
|      | ヒュッテ西岳                    | 西岳直下南          | 2,680    | 南南西 3.7                     | 70        | 30張            | 1923年開業            |

## 地理

### 周辺の山

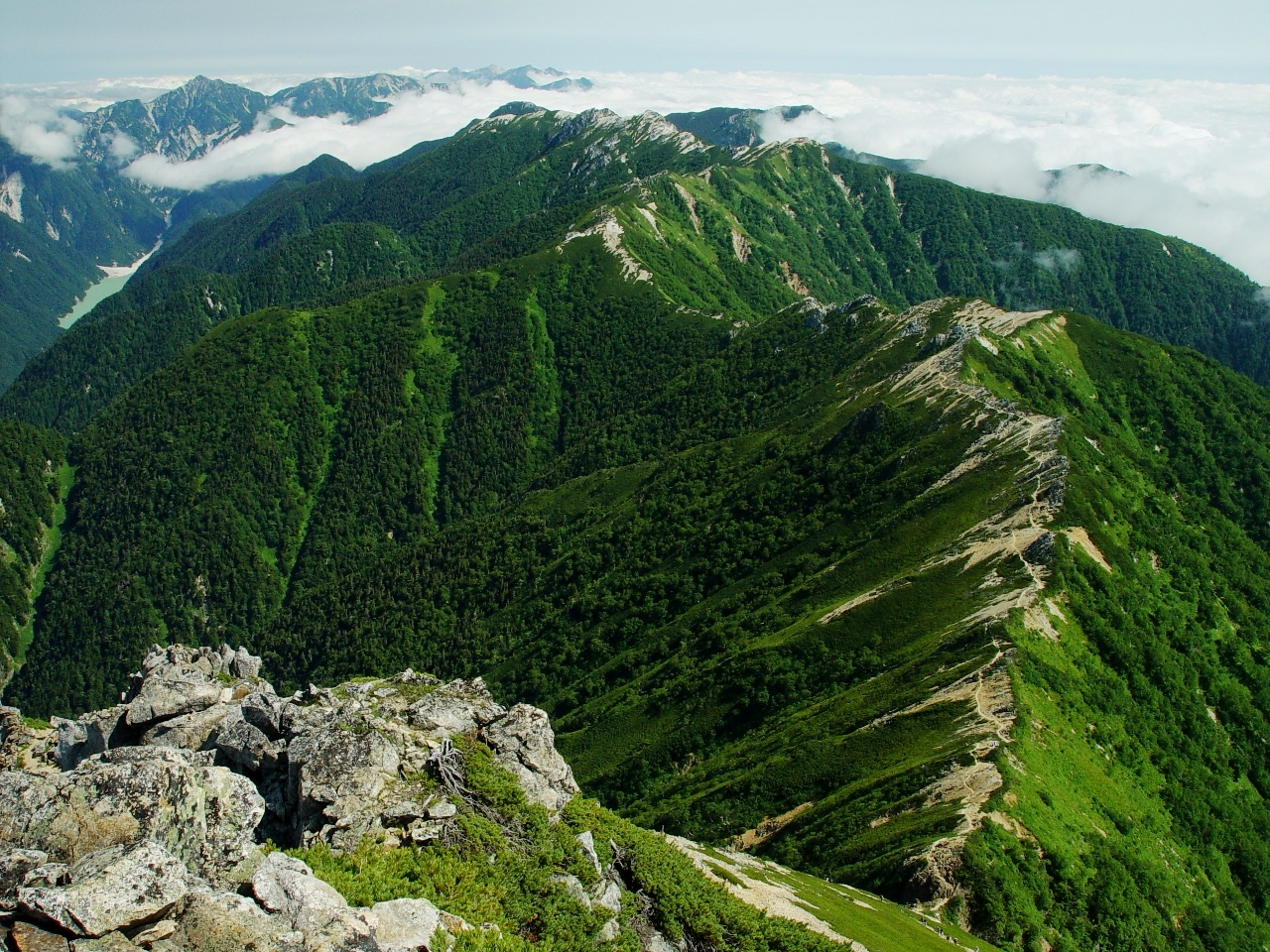
大天井岳から望む燕山荘からの表銀座と呼ばれる登山道

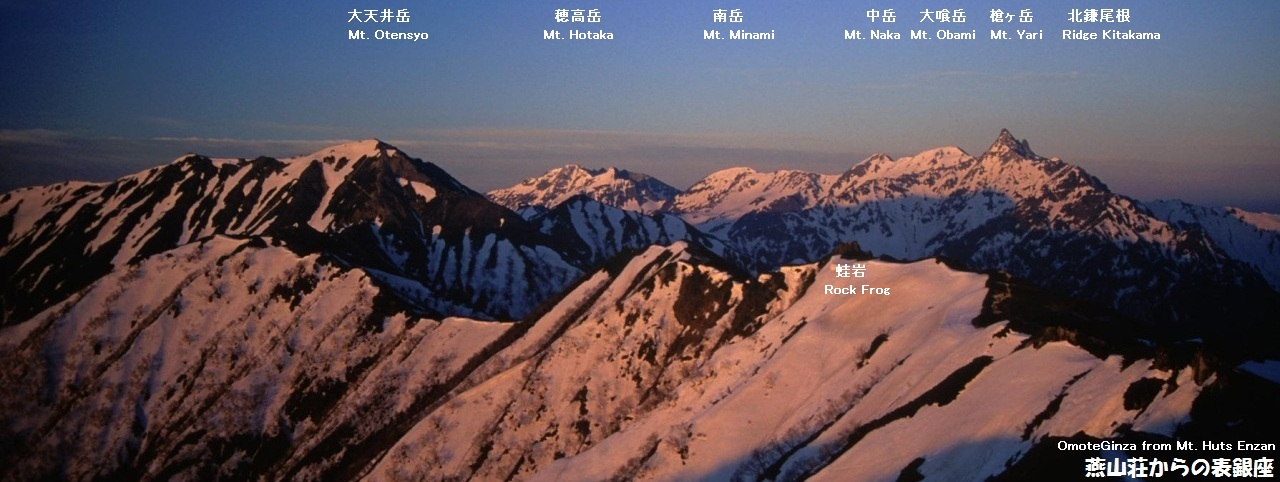
燕山荘から望む表銀座縦走ルート、大天井岳を経て槍ヶ岳の東鎌尾根へと続く

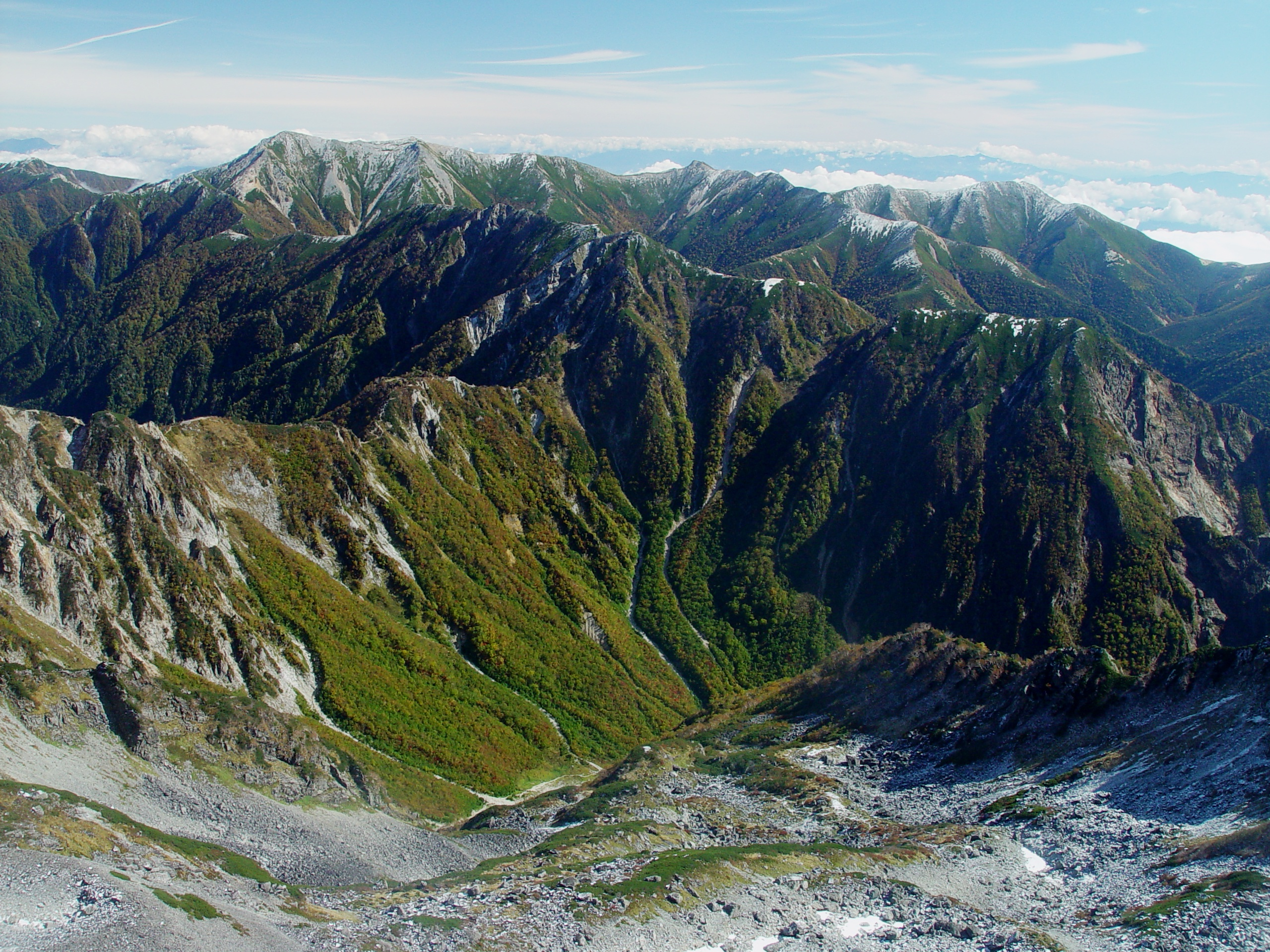
南岳から望む表銀座と大天井岳から南の横通岳へと続く常念山脈

飛騨山脈の南東にある常念山脈がほぼ南北に延び、南東1.8 kmには東天井岳がある。山頂からは南南西の赤岩岳へと表銀座の尾根が延び、東鎌尾根を経て槍ヶ岳で飛騨山脈の主稜線と合流する。山頂の1.4 km西には牛首山（標高2,553 m）があり、山頂は展望地となっている。
| 山容                                   | 山名     | 標高 (m) | 三角点等級 基準点名 | 大天井岳からの 方角と距離 (km) | 備考                                  |
| -------------------------------------- | -------- | -------- | ------------------- | ------------------------------ | ------------------------------------- |
| 南側から望む燕山荘と燕岳               | 燕岳     | 2,762.85 | 二等 「燕岳」       | 北北東 4.7                     | 燕山荘 日本二百名山                   |
| 喜作新道から望む有明山                 | 有明山   | 2,268.34 | 二等 「有明山」     | 東北東 6.9                     | 日本二百名山                          |
| 燕山荘から望む大天井岳                 | 大天井岳 | 2,921.91 | 三等 「天章山」     | 0                              | 常念山脈の最高峰 大天荘、日本二百名山 |
| 合戦尾根から望む東大天井岳             | 東天井岳 | 2,814    |                     | 南東 1.8                       |                                       |
| 牛首展望台から望む赤岩岳               | 赤岩岳   | 2,768.7  | 三等 「筆波美」     | 南南西 2.8                     |                                       |
| 常念岳方面から望む常念小屋と横遠岳     | 横通岳   | 2,766.99 | 三等 「赤樽」       | 南東 3.4                       |                                       |
| ヒュッテ西岳キャンプ指定地から望む西岳 | 西岳     | 2,758    |                     | 南南西 3.7                     | ヒュッテ西岳                          |
| 穂高岳から望む常念岳                   | 常念岳   | 2,857    |                     | 南南東 4.9                     | 常念小屋 日本百名山                   |
| 東鎌尾根から望む槍ヶ岳                 | 槍ヶ岳   | 3,180    |                     | 西南西 5.4                     | 槍ヶ岳山荘 日本百名山                 |

### 源流の河川
大天井岳が源流となる以下の信濃川水系の河川は日本海へ流れる。
- 貧乏沢、中東沢（高瀬川の支流）
- 南中川谷（中房川の支流）
- ニノ俣谷（梓川の支流）

## 大天井岳の風景と展望
遮るものがない山頂の岩場からは360度の展望が得られ、西南西に槍ヶ岳が望める。

### 大天井岳の風景と展望
|                             |                                 |                                 |                               |
| 大天井岳山頂部 南東から望む | 大天井岳と横通岳 常念岳から望む | 吊し雲と穂高岳 大天井岳から望む | 裏銀座の夕景 大天井岳から望む |